# Natação no Campeonato Mundial de Esportes Aquáticos de 2015 - 1500 m livre feminino
A prova dos 1500 metros livre feminino da natação no Campeonato Mundial de Esportes Aquáticos de 2015 ocorreu entre os dias 3 de agosto e 4 de agosto em Cazã na Rússia. 

## Recordes
Antes desta competição, os recordes mundiais e do campeonato nesta prova eram os seguintes:
| Tipo                  | Atleta        | Tempo    | Local      | Data                 |
| --------------------- | ------------- | -------- | ---------- | -------------------- |
|                       | Katie Ledecky | 15:28.36 | Gold Coast | 24 de agosto de 2014 |
| Recorde do campeonato | Katie Ledecky | 15:36.53 | Barcelona  | 30 de julho de 2013  |

Os seguintes novos recordes foram estabelecidos durante esta competição. 
| Data        | Prova        | Nadadora      | Nacionalidade  | Tempo    | Recordes |
| ----------- | ------------ | ------------- | -------------- | -------- | -------- |
| 3 de agosto | Eliminatória | Katie Ledecky | Estados Unidos | 15:27.71 | ,        |
| 4 de agosto | Final        | Katie Ledecky | Estados Unidos | 15:25.48 | ,        |

## Medalhistas
| Ouro                | Prata              | Bronze               |
| Katie Ledecky (USA) | Lauren Boyle (NZL) | Boglárka Kapás (HUN) |

## Resultados

### Eliminatórias
Esses foram os resultados das eliminatórias.
| Pos. | Bateria | Raia | Nadadora              | Nacionalidade  | Tempo    | Notas |
| ---- | ------- | ---- | --------------------- | -------------- | -------- | ----- |
| 1    | 3       | 4    | Katie Ledecky         | Estados Unidos | 15:27.71 | Q,    |
| 2    | 2       | 5    | Lotte Friis           | Dinamarca      | 15:54.23 | Q     |
| 3    | 3       | 5    | Jessica Ashwood       | Austrália      | 15:56.52 | Q     |
| 4    | 2       | 8    | Kristel Köbrich       | Chile          | 16:01.63 | Q     |
| 5    | 2       | 4    | Lauren Boyle          | Nova Zelândia  | 16:02.84 | Q     |
| 6    | 3       | 3    | Boglárka Kapás        | Hungria        | 16:06.25 | Q     |
| 7    | 2       | 3    | Sharon van Rouwendaal | Países Baixos  | 16:09.12 | Q     |
| 8    | 3       | 7    | Aurora Ponsele        | Itália         | 16:12.01 | Q     |
| 9    | 3       | 2    | Leonie Beck           | Alemanha       | 16:13.73 |       |
| 10   | 2       | 7    | Jessica Thielmann     | Reino Unido    | 16:21.21 |       |
| 11   | 2       | 0    | Gaja Natlačen         | Eslovênia      | 16:24.83 |       |
| 12   | 2       | 6    | Isabelle Härle        | Alemanha       | 16:25.04 |       |
| 13   | 3       | 6    | Martina Caramignoli   | Itália         | 16:27.13 |       |
| 14   | 3       | 0    | Wang Guoyue           | China          | 16:28.18 |       |
| 15   | 2       | 2    | Tjasa Oder            | Eslovênia      | 16:31.22 |       |
| 16   | 2       | 1    | Julia Hassler         | Liechtenstein  | 16:32.04 |       |
| 17   | 1       | 5    | Valerie Gruest        | Guatemala      | 16:34.81 |       |
| 18   | 3       | 1    | Katy Campbell         | Estados Unidos | 16:39.98 |       |
| 19   | 1       | 4    | Monique Olivier       | Luxemburgo     | 16:43.21 |       |
| 20   | 2       | 9    | Montserrat Ortuño     | México         | 16:43.64 |       |
| 21   | 3       | 8    | Samantha Arévalo      | Equador        | 16:48.52 |       |
| 22   | 3       | 9    | Martina Elhenická     | Chéquia        | 16:50.22 |       |
| 23   | 1       | 3    | Rachel Tseng          | Singapura      | 17:26.53 |       |
| 24   | 1       | 6    | Lena Rannvaardottir   | Ilhas Feroé    | 18:21.09 |       |
| 25   | 1       | 2    | Bo-Anne Bos           | Curaçau        | 18:57.27 |       |

### Final
Esse foi o resultado da final.
| Pos.              | Raia | Nadadora              | Nacionalidade  | Tempo    | Notas              |
| ----------------- | ---- | --------------------- | -------------- | -------- | ------------------ |
| Medalha de ouro   | 4    | Katie Ledecky         | Estados Unidos | 15:25.48 | Recorde mundial    |
| Medalha de prata  | 2    | Lauren Boyle          | Nova Zelândia  | 15:40.14 | Recorde da Oceania |
| Medalha de bronze | 7    | Boglárka Kapás        | Hungria        | 15:47.09 | Recorde nacional   |
| 4                 | 5    | Lotte Friis           | Dinamarca      | 15:49.00 |                    |
| 5                 | 3    | Jessica Ashwood       | Austrália      | 15:52.17 | Recorde nacional   |
| 6                 | 1    | Sharon van Rouwendaal | Países Baixos  | 16:03.74 |                    |
| 7                 | 6    | Kristel Köbrich       | Chile          | 16:06.55 |                    |
| 8                 | 8    | Aurora Ponsele        | Itália         | 16:09.57 |                    |

Legenda
| Recorde mundial       | Recorde mundial (World record)               |                       | Recorde africano                      | Recorde africano (African) |                                           | Q | Classificado por posição (Qualified) |
| Recorde do campeonato | Recorde do campeonato (Championship record)  | Recorde da América    | Recorde da América (Americas)         | q                          | Classificado por melhor tempo (Qualified) |   |                                      |
| Melhor marca do ano   | Melhor marca do ano (World leading)          | Recorde asiático      | Recorde asiático (Asian)              | DNS                        | Não largou (Did not start)                |   |                                      |
| Recorde nacional      | Recorde nacional (National record)           | Recorde europeu       | Recorde europeu (European)            | DNF                        | Não terminou (Did not finish)             |   |                                      |
| Recorde pessoal       | Recorde pessoal do atleta (Personal best)    | Recorde da Oceania    | Recorde da Oceania (Oceania)          | DSQ / DQ                   | Desclassificado (Disqualified)            |   |                                      |
| Recorde da temporada  | Recorde da temporada do atleta (Season best) | Recorde sul-americano | Recorde sul-americano (South America) | NM                         | Sem marca (No mark)                       |   |                                      |